# Coppa Italia di Serie A2 2002-2003 (calcio a 5)
La Coppa Italia di Serie A2 2002-2003 è stata la quarta edizione della competizione e ha visto la fase finale svolgersi presso il PalaDiVittorio di Terni. A vincere il trofeo è stata la formazione ospitante del Terni che si è imposta in finale sul San Paolo Pisa.

## Sorteggi
I sorteggi per la prima fase si sono svolti il 13 agosto 2002 presso la sede della Divisione Calcio a 5 a Roma. I sorteggi per gli ottavi di Coppa Italia si sono svolti il 22 ottobre 2002 presso la sede della Divisione Calcio a 5. Il sorteggio delle gare delle final four si è svolto l'8 febbraio 2003 sempre nella sede della Divisione Calcio a 5.

## Date
| Fase        | Turno       | Andata                                                      | Ritorno                                                     |
| ----------- | ----------- | ----------------------------------------------------------- | ----------------------------------------------------------- |
| Iª fase     | Triangolari | G1: 17 settembre, G2: 24 settembre 2002, G3: 8 ottobre 2002 | G1: 17 settembre, G2: 24 settembre 2002, G3: 8 ottobre 2002 |
| Iª fase     | Gruppi      | 24 settembre 2002                                           | 8 ottobre 2002                                              |
| Preliminari | Ottavi      | 29 ottobre 2002                                             | 12 novembre 2002                                            |
| Preliminari | Quarti      | 3 dicembre 2002                                             | 17 dicembre 2002                                            |
| Fase Finale | Semifinali  | 10 marzo 2003                                               | 10 marzo 2003                                               |
| Fase Finale | Finale      | 11 marzo 2003                                               | 11 marzo 2003                                               |

## Prima fase

### Risultati

#### 1ª giornata
17 settembre 2002
- Giampaoli Ancona - Jesina 4-2
- Cadoneghe - Virtus Verona 3-0
- Nocerina - Bellona 3-1
- Real Scafati - Aversa ?-?

#### 2ª giornata
24 settembre 2002
- Aosta - Aymavilles 2-1
- Piemonte - Bergamo 2-7
- San Lazzaro - Giampaoli Ancona ?-?
- Luparense - Cadoneghe 4-4
- Cesena - San Paolo Pisa 7-3
- Delfino - Quartu 2-2
- Torrino - Brillante 4-6
- CUS Viterbo - CLT Terni 1-3
- Casertana - Nocerina 6-1
- Afragola - Real Scafati 2-6
- Team Matera - Martina 9-2
- Palermo - Atletico Palermo 1-4

#### 3ª giornata
8 ottobre 2002
- Aymavilles - Aosta 4-6
- Bergamo - Piemonte 6-6
- Jesina - San Lazzaro 5-8
- Virtus Verona - Luparense 0-7
- San Paolo Pisa - Cesena 8-3
- Quartu - Delfino 7-1
- Brillante - Torrino 2-3
- CLT Terni - CUS Viterbo 11-1
- Bellona - Casertana 9-1
- Aversa - Afragola 5-2
- Martina - Team Matera 3-6
- Atletico Palermo - Palermo 3-5

### Classifica

#### Triangolare C
|  | Squadra                | P.ti | V | P | S | GF | GS | DR |
|  | ---------------------- | ---- | - | - | - | -- | -- | -- |
|  | Polisportiva Giampaoli | 6    | 2 | 0 | 0 | -  | -  |    |
|  | San Lazzaro            | 3    | 1 | 0 | 1 | -  | -  |    |
|  | Jesina                 | 0    | 0 | 0 | 2 | 7  | 12 | -5 |
|  |                        |      |   |   |   |    |    |    |

#### Triangolare I
|  | Squadra        | P.ti | V | P | S | GF | GS | DR |
|  | -------------- | ---- | - | - | - | -- | -- | -- |
|  | Bellona        | 3    | 1 | 0 | 1 | 10 | 4  | +6 |
|  | Ercole Caserta | 3    | 1 | 0 | 1 | 7  | 10 | -3 |
|  | Nocerina       | 3    | 1 | 0 | 1 | 4  | 7  | -3 |
|  |                |      |   |   |   |    |    |    |

#### Triangolare D
|  | Squadra   | P.ti | V | P | S | GF | GS | DR  |
|  | --------- | ---- | - | - | - | -- | -- | --- |
|  | Luparense | 4    | 1 | 1 | 0 | 11 | 4  | +7  |
|  | Cadoneghe | 4    | 1 | 1 | 0 | 7  | 4  | +3  |
|  | Verona    | 0    | 0 | 0 | 2 | 0  | 10 | -10 |
|  |           |      |   |   |   |    |    |     |

#### Triangolare L
|  | Squadra      | P.ti | V | P | S | GF | GS | DR |
|  | ------------ | ---- | - | - | - | -- | -- | -- |
|  | Real Scafati | 6    | 2 | 0 | 0 |    |    | +  |
|  | Aversa       | 3    | 1 | 0 | 1 |    |    | ±  |
|  | Afragola     | 0    | 0 | 0 | 2 | 4  | 11 | -7 |
|  |              |      |   |   |   |    |    |    |

### Accoppiamenti
| Squadra 1        | Totale | Squadra 2        | Andata | Ritorno |
| ---------------- | ------ | ---------------- | ------ | ------- |
| Aosta            | 8-5    | Aymavilles       | 2-1    | 6-4     |
| Piemonte         | 8-13   | Bergamo          | 2-7    | 6-6     |
| Cesena           | 10-11  | San Paolo Pisa   | 7-3    | 3-8     |
| Delfino Cagliari | 3-9    | Quartu 2000      | 2-2    | 1-7     |
| Torrino          | 7-8    | Brillante Roma   | 4-6    | 3-2     |
| CUS Viterbo      | 2-14   | CLT Terni        | 1-3    | 1-11    |
| Team Matera      | 15-5   | Martina          | 9-2    | 6-3     |
| Forst Palermo    | 6-7    | Atletico Palermo | 1-4    | 5-3     |

## Ottavi di finale
Si qualificano al turno successivo le squadre che, nel corso del doppio confronto, avranno realizzato il maggior numero di reti.
In caso di parità si disputerà un tempo supplementare da cinque minuti; perdurando la parità si giocherà un altro tempo supplementare da cinque minuti e, eventualmente, si passerà ai calci di rigore.
| Squadra 1      | Totale | Squadra 2              | Andata | Ritorno |
| -------------- | ------ | ---------------------- | ------ | ------- |
| Bergamo        | 4-13   | Aosta                  | 1-6    | 3-7     |
| Brillante Roma | 6-11   | CLT Terni              | 4-3    | 2-8     |
| Cadoneghe      | 10-6   | Polisportiva Giampaoli | 6-2    | 4-4     |
| Aversa         | 3-7    | Bellona                | 1-3    | 2-4     |
| Luparense      | 10-8   | San Lazzaro            | 7-7    | 3-1     |
| Quartu 2000    | 2-15   | San Paolo Pisa         | 2-6    | 0-9     |
| Real Scafati   | 9-14   | Ercole Caserta         | 6-5    | 3-9     |
| Team Matera    | 8-13   | Atletico Palermo       | 6-4    | 2-9     |

## Quarti di finale
Si qualificano alla fase finale le squadre che, nel corso del doppio confronto, avranno realizzato il maggior numero di reti.
In caso di parità si disputerà un tempo supplementare da cinque minuti; perdurando la parità si giocherà un altro tempo supplementare da cinque minuti e, eventualmente, si passerà ai calci di rigore.
| Squadra 1      | Totale | Squadra 2        | Andata | Ritorno |
| -------------- | ------ | ---------------- | ------ | ------- |
| Cadoneghe      | 8-12   | Aosta            | 3-6    | 5-6     |
| Bellona        | 0-7    | CLT Terni        | 0-2    | 0-5     |
| Ercole Caserta | 2-13   | Atletico Palermo | 1-6    | 1-7     |
| San Paolo Pisa | 15-6   | Luparense        | 10-2   | 5-4     |

## Fase finale
Le quattro società vincenti i quarti di finali disputano, in sede unica, la fase finale per l’assegnazione della Coppa Italia di categoria. Le gare di semifinale e di finale sono disputate in gara unica e gli accoppiamenti determinati tramite sorteggio. La final four della manifestazione si è disputata presso il PalaDiVittorio di Terni il 10 e 11 marzo 2003.

### Tabellone
|  | Semifinali       | Semifinali       | Semifinali     |                |           | Finale    | Finale | Finale |  |
|  |                  |                  |                |                |           |           |        |        |  |
|  | Aosta            | Aosta            | 1              |                |           |           |        |        |  |
|  | Aosta            | Aosta            | 1              |                |           |           |        |        |  |
|  | CLT Terni        | CLT Terni        | 5              |                |           |           |        |        |  |
|  | CLT Terni        | CLT Terni        | 5              |                | CLT Terni | CLT Terni | 2      |        |  |
|  |                  |                  |                |                | CLT Terni | CLT Terni | 2      |        |  |
|  |                  |                  | San Paolo Pisa | San Paolo Pisa | 0         |           |        |        |  |
|  | Atletico Palermo | Atletico Palermo | San Paolo Pisa | San Paolo Pisa | 0         | 4         |        |        |  |
|  | Atletico Palermo | Atletico Palermo |                |                |           |           |        |        |  |
|  | San Paolo Pisa   | San Paolo Pisa   | 7              |                |           |           |        |        |  |

### Semifinali
| Arbitri: | Martinelli (PG) Scatena (Tivoli) |
| Crono:   | Muratore (PG)                    |

|                                          |           |                                                                |
| Minardo 1’ Bruno 2’, 25’ Testagrossa 18’ | Marcatori | 2’, 13’ Campagnaro 3’, 29’ Rossa 14’, 17’ Viapiana 19’ Schurtz |

| Arbitri: | Mauro (Battipaglia) Carpani (Ascoli) |
| Crono:   | Silvestri (Ascoli)                   |

|             |           |                                                            |
| Granata 27’ | Marcatori | 4’ (aut.) Souza 6’ Capotosti 15’, 37’ Sartori 25’ Colaceci |

### Finale
| Arbitri: | Berardi (Gallarate) Ferrari (Modena) |

|                                 |           |  |
| Pellegrini 39’ Salvetti 19'53’’ | Marcatori |  |